# Rhinichthys deaconi
Rhinichthys deaconi är en fiskart som beskrevs av Miller, 1984. Rhinichthys deaconi ingår i släktet Rhinichthys och familjen karpfiskar. IUCN kategoriserar arten globalt som utdöd. Inga underarter finns listade i Catalogue of Life.